# Disparo al corazón
"Disparo al Corazón" es una canción grabada por el cantante puertorriqueño Ricky Martin, lanzada el 13 de enero de 2015 como segundo sencillo de su álbum en español ganador del Grammy, A Quien Quiera Escuchar (2015). Fue escrito por Martin, Pedro Capó, Yoel Henríquez y Rafael Esparza Ruiz, con la producción de Julio Reyes Copello.

## Antecedentes y lanzamiento
Martin comenzó a trabajar en su décimo álbum de estudio en 2012. Lanzó la canción "Adiós" el 23 de septiembre de 2014, como sencillo principal del álbum, que aún no tenía título en ese momento. Reveló el título del álbum como A Quien Quiera Escuchar y la lista de canciones en diciembre de 2014, con "Disparo al Corazón" incluida como segunda pista. El 8 de enero de 2015 se anunció que "Disparo al Corazón" sería una balada y se lanzaría a las estaciones de radio el 12 de enero de 2015, como segundo single del  album. La canción fue lanzada para descarga y streaming por Sony Music Latin el 13 de enero. En una entrevista para Billboard explicó que la canción era la canción favorita de uno de sus hijos gemelos: "Así que tal vez los chicos influyeron en la elección del single". Un remix con la participación del productor español Brian Cross fue lanzado simultáneamente con la canción original.

## Música y letras
Musicalmente, "Disparo al Corazón" es una balada de pop country suave en español, que utiliza varios instrumentos como guitarra, piano, banjo, violín y batería. La canción fue escrita por Rafael Esparza-Ruiz, Yoel Henríquez, Pedro Capó y Martín. La producción estuvo a cargo de Julio Reyes Copello, y la pista tiene una duración total de 3 minutos y 50 segundos. Líricamente, "Disparo al Corazón" es una metáfora llena de "sensibilidad, entrega y honestidad".

## Recepción de la crítica
Tras su lanzamiento, "Disparo al Corazón" recibió críticas muy positivas por parte de los críticos musicales. En su reseña de la canción, el personal de El Economista calificó a Martín como "uno de los artistas más admirados del mundo" y elogió su "interpretación magistral" del tema. Andrew Le de Renowned for Sound describió su voz como "competente". Destacó "el final instrumental inusualmente emotivo, mientras los banjos, tambores y cuerdas se desvanecen lamentablemente en la distancia" como la mejor parte de la canción. Un autor de ABC llamó a la canción "una confesión en toda regla", afirmando que Martin "abrió su corazón y su alma" en ella. En 2020, MTV Argentina la calificó como una de las mejores canciones del cantante.

## Reconocimientos
"Disparo al Corazón" ha recibido numerosos premios y nominaciones. Estuvo nominada tanto a Grabación del Año como a Canción del Año en la 16ª Entrega Anual del Latin Grammy, pero perdió ante "Hasta la Raíz" de Natalia Lafourcade en las categorías.

## Desempeño comercial
El 19 de enero de 2015, "Disparo al Corazón" debutó en el número 34 de la lista US Latin Airplay y en el número 19 de Latin Pop Airplay. Martin amplió su ventaja con la mayor cantidad de éxitos entre los veinte primeros en Latin Pop Airplay a cuarenta (seguido por Enrique Iglesias con treinta y seis). "Disparo al Corazón" también debutó en el puesto 35 en Hot Latin Songs convirtiéndose en el cuadragésimo segundo éxito de Martin en la lista.  Además, la canción se abrió en el número 7 en US Latin Pop Digital Songs.  Dos semanas después, "Disparo al Corazón" también debutó en el puesto veintitrés de la lista Tropical Songs. El 16 de febrero de 2015, "Disparo al Corazón" encabezó Latin Pop Airplay. Hasta el momento, lleva cuatro semanas consecutivas en la cima. La canción también alcanzó un nuevo pico en Hot Latin Songs, subiendo al número nueve en su quinta semana. El 2 de marzo de 2015, Martín obtuvo su decimocuarto número uno en Latin Airplay con "Disparo al Corazón". En la historia del ranking, sólo Enrique Iglesias contaba con más líderes (veintiséis), y Gloria Estefan ocupa el tercer lugar con once números uno.
Finalmente, "Disparo al Corazón" alcanzó el puesto número nueve en la lista Hot Latin Songs de EE. UU., el número uno en Latin Airplay y el número veinte en Latin Digital Songs. También alcanzó el número uno en Latin Pop Airplay, el número siete en Latin Pop Digital Songs y el número doce en Tropical Songs. En las listas de fin de año de Billboard de 2015, "Disparo al Corazón" alcanzó el número catorce en Latin Pop Songs, el número cuarenta y seis en Latin Airplay y el número cincuenta y cinco en Hot Latin Songs.
La canción alcanzó el puesto número dos en la lista Mexican Espanol Airplay y el número diez en Mexico Airplay. En España alcanzó el puesto treinta y uno.

## Video musical
El video musical de "Disparo al Corazón" fue lanzado en Vevo el 20 de marzo de 2015.

## Créditos y personal
Créditos adaptados de las notas de A Quien Quiere Escuchar. 
- Compositores – Ricky Martin, Pedro Capó, Yoel Henriquez, Rafael Esparza Ruiz
- Producción – Julio Reyes Copello
- Grabación – Carlos Fernando López, Dan Warner, Guillermo Vadalá, Julio Reyes Copello, Lee Levin, Ricardo López Lalinde
- Ingeniero de voces – Enrique Larreal
- Arreglos – Carlos Fernando López, Julio Reyes Copello, Ricardo López Lalinde
- Arreglos de vientos – Carlos Fernando López, Julio Reyes Copello
- Guitarras – Dan Warner
- Banjo y triple – Ricardo López Lalinde
- Bajo – Guillermo Vadalá
- Cello – Wells Cunningham
- Batería – Lee Levin